# Gare d’Onzain
Gare d'Onzain – stacja kolejowa w Onzain, w departamencie Loir-et-Cher, w Regionie Centralnym, we Francji. 
Jest stacją Société nationale des chemins de fer français (SNCF), obsługiwaną przez pociągi Intercités i TER Centre.